# Veyras (Zwitserland)
Veyras is een gemeente en plaats in het Zwitserse kanton Wallis, en maakt deel uit van het district Sierre.
Veyras telt 1.760 inwoners.